# Haltestelle Salzburg Süd

Die Haltestelle Salzburg Süd ist eine Betriebsstelle der Salzburg-Tiroler-Bahn im Ortsteil Glasenbach der Gemeinde Elsbethen im Land Salzburg.

## Geschichte
Die Station wurde als Ersatz für die am 28. Mai 1978 aufgelassene Haltestelle Hellbrunn-Glasenbach im selben Jahr fertiggestellt und in Betrieb genommen. Die alte Haltestelle befand sich etwa 150 m südlich der heutigen Anlagen. Salzburg Süd konnte dann 2003 problemlos in den Betrieb der Linie S3 der S-Bahn Salzburg integriert werden.

## Aufbau
Die Haltestelle hat zwei Gleise und entsprechende Seitenbahnsteige. Bahnsteig 2 ist über eine barrierefreie Unterführung mit zwei flachen Rampen unter den Gleisen erreichbar. Direkt vor den Gleisanlagen und der Bushaltestelle stehen 30 Parkplätze zur Verfügung, während etwa 300 m entfernt auf der westlichen Salzachseite die P+R-Anlage Alpensiedlung/Salzburg-Süd mit über 200 Parkplätzen liegt. Diese befindet sich auch in unmittelbarer Nähe zu einem Autobahnzubringer der Tauern Autobahn.

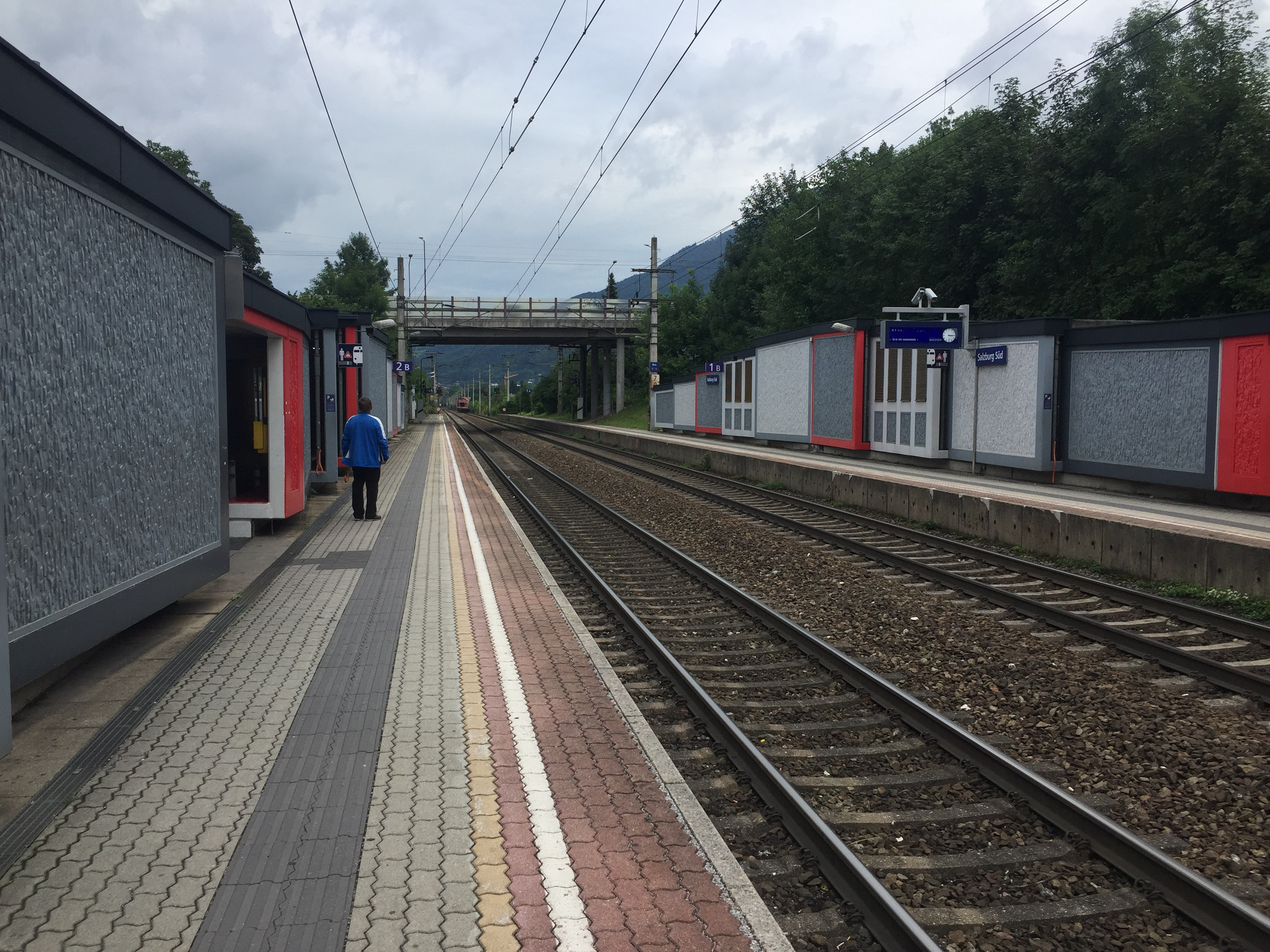
Bahnsteig 2 (links) und 1 (rechts), August 2019
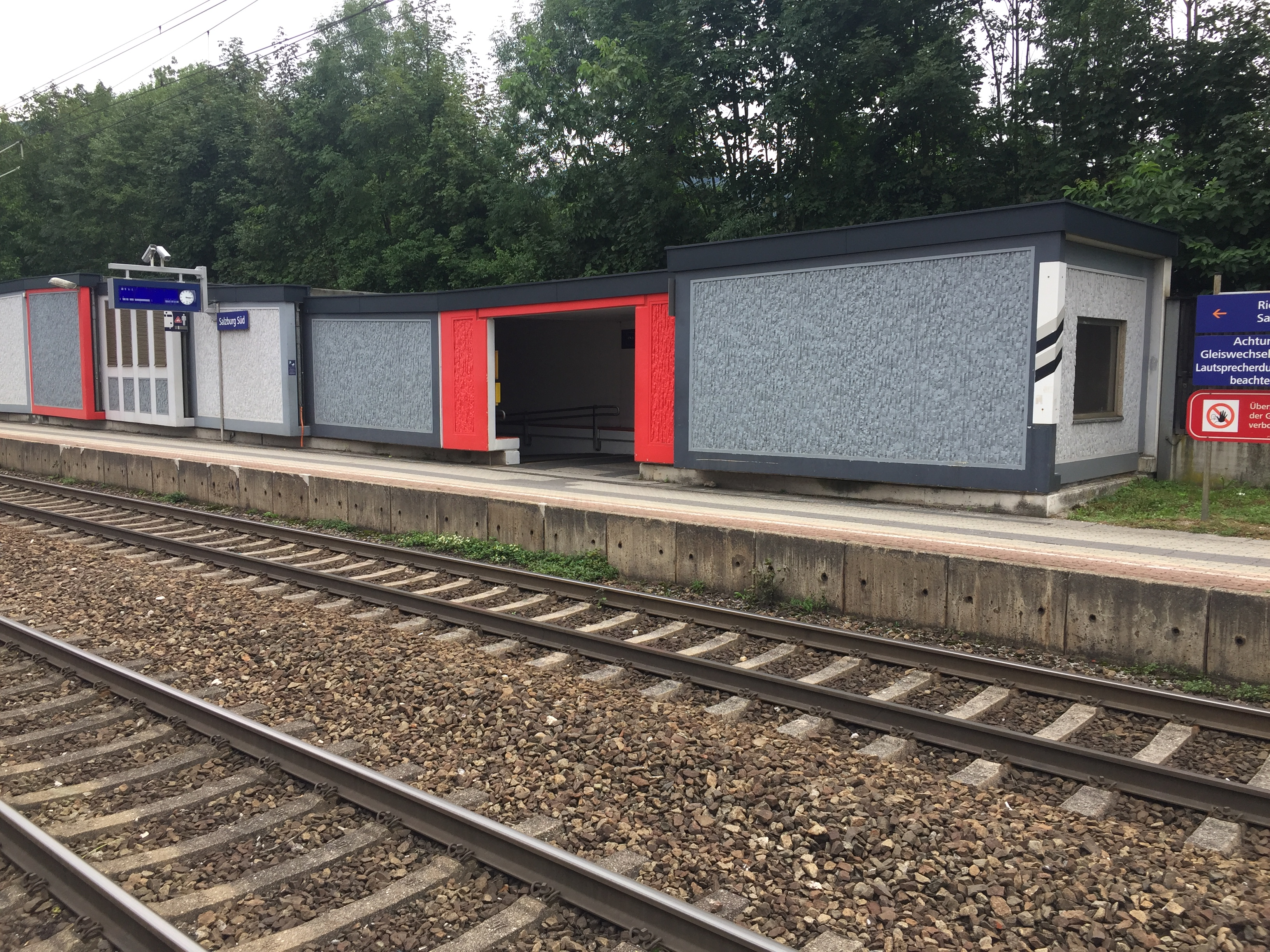
Blick auf Bahnsteig 1, August 2019
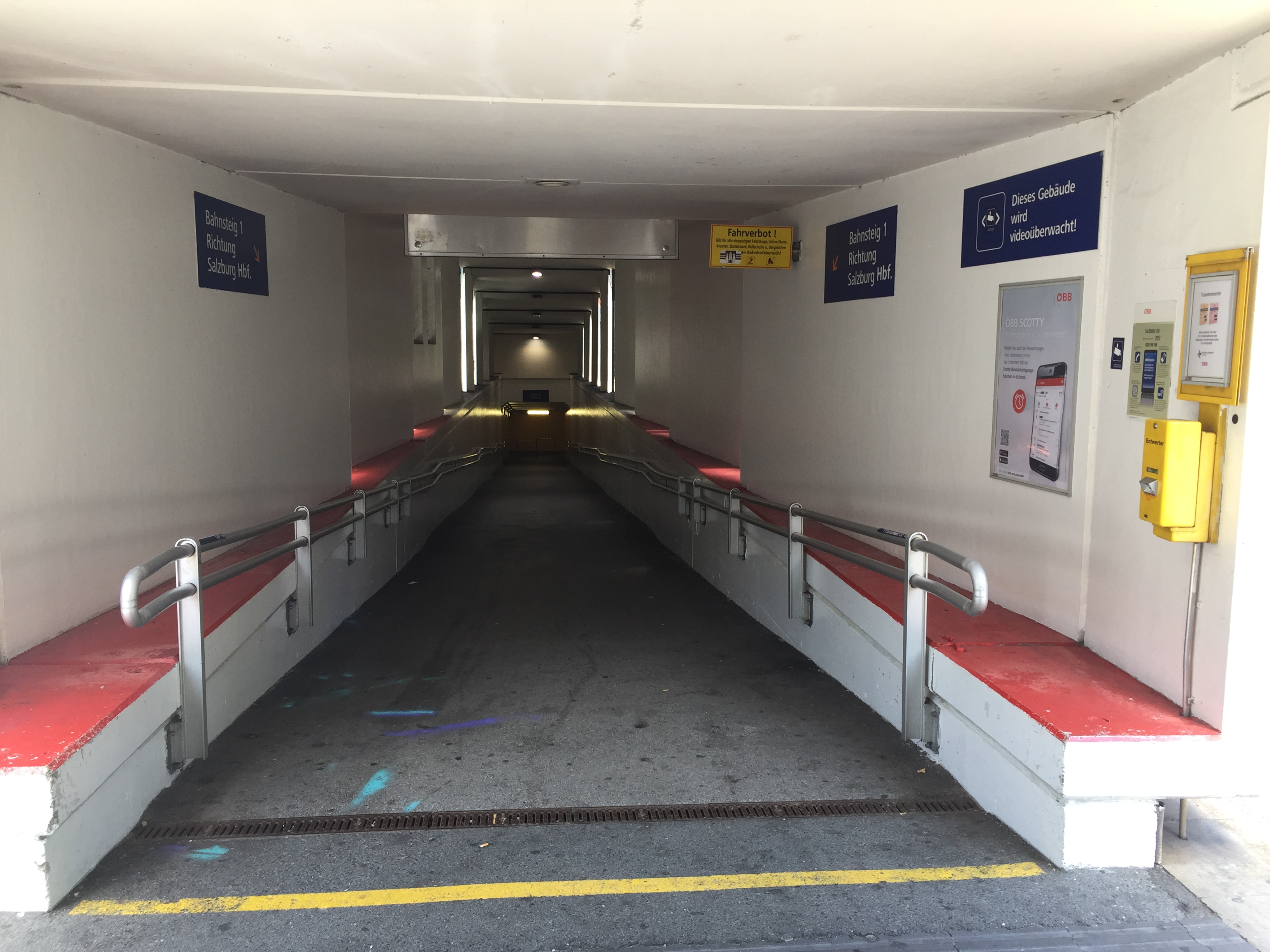
Unterführung, Zugang zum Bahnsteig 1, August 2019
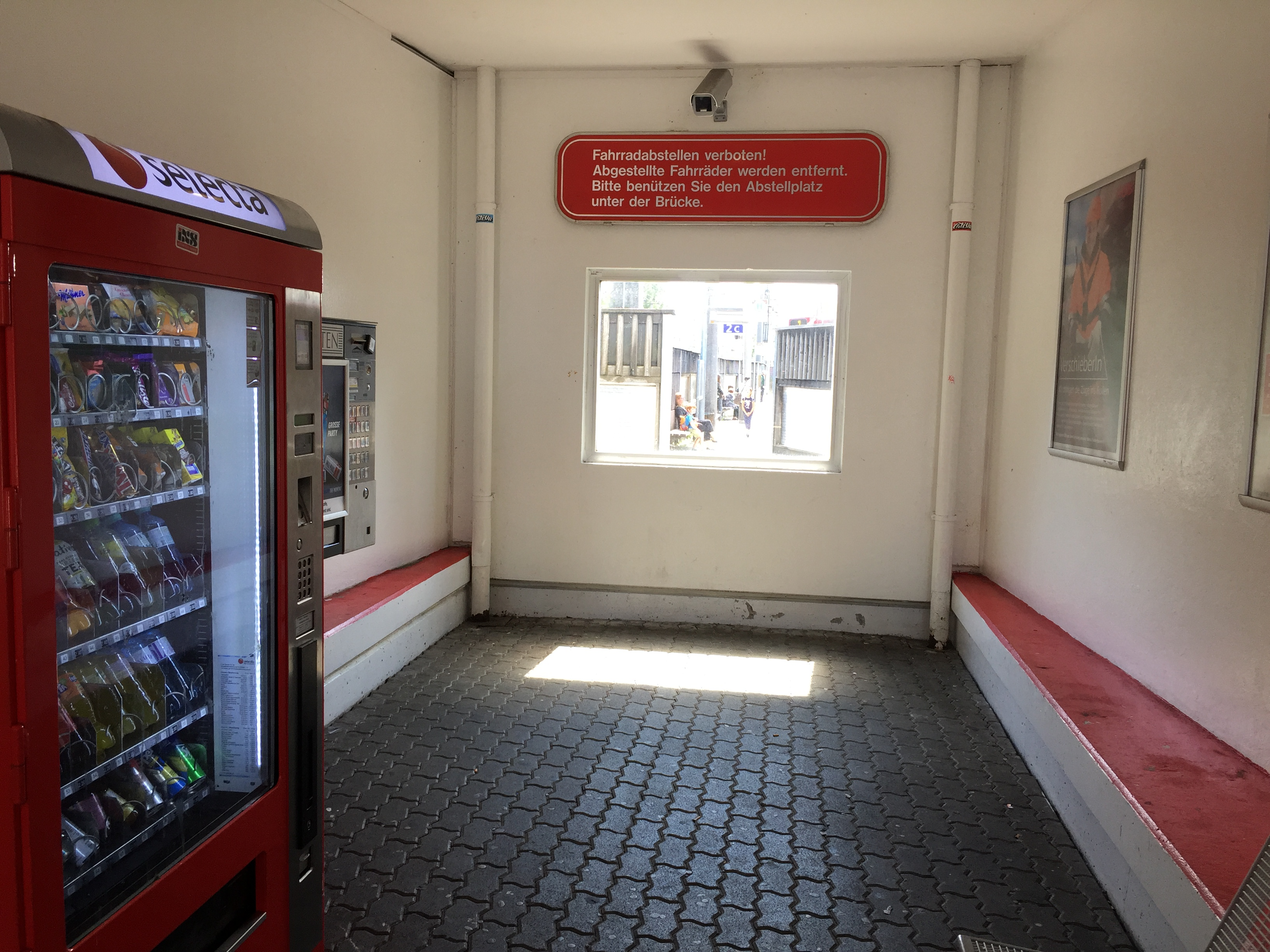
Wartebereich am Bahnsteig 2, August 2019
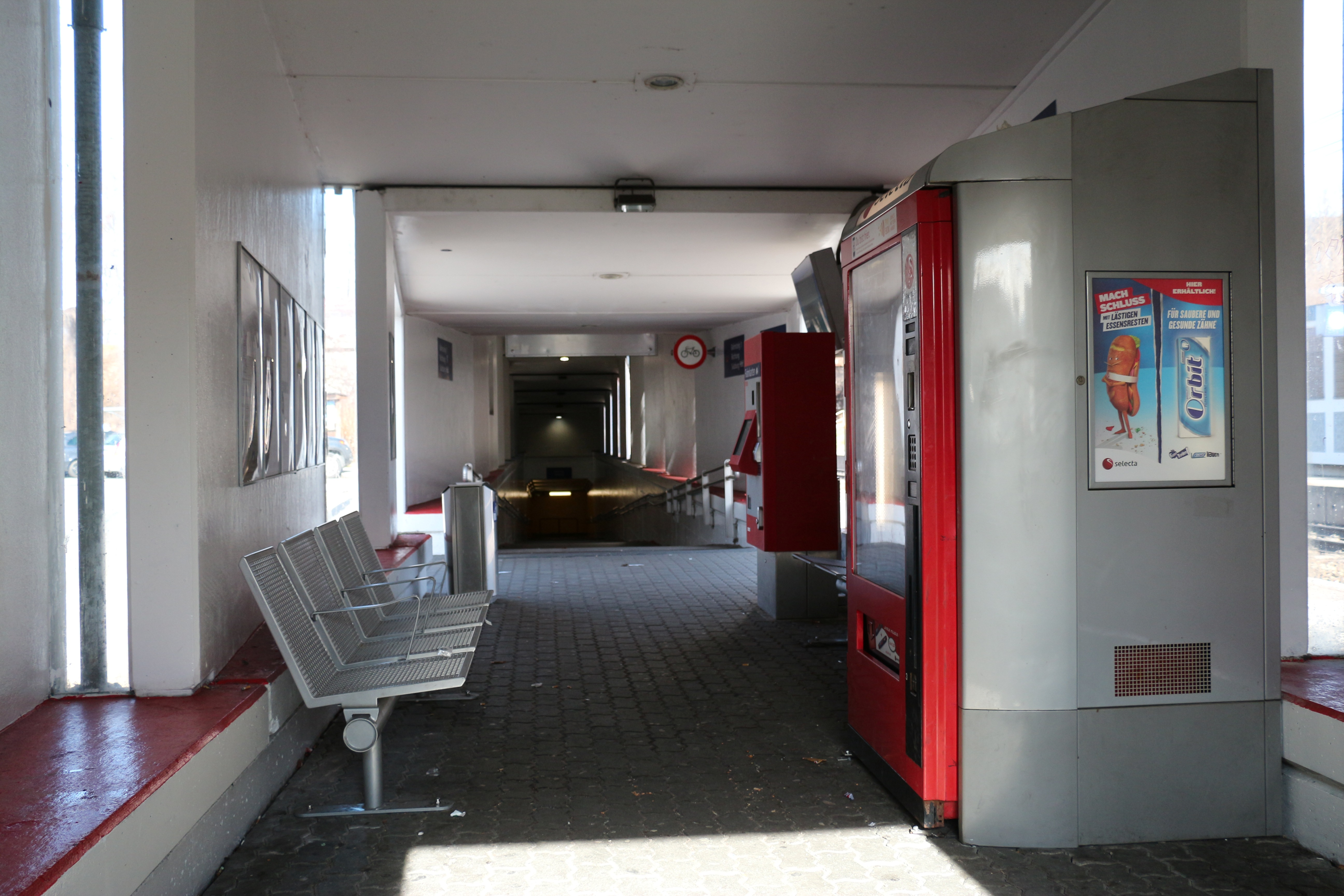
Wartebereich am Bahnsteig 1, Februar 2014

## Verkehr
Die Haltestelle ist insbesondere Verkehrshalt der Linie S3 der S-Bahn Salzburg. Der S-Bahn-Takt ist an Werktagen in einer Richtung halbstündlich. Darüber hinaus halten etwa stündlich abwechselnd Regionalexpresszüge (REX), Intercity (IC) und Eurocity-Züge (EC), wie beispielsweise der EC 217 von Saarbrücken nach Graz.
Hier halten die Regionalbuslinie 165 und die Obuslinien 3, 7 und 8, welche Salzburg-Süd mit der Salzburger Altstadt und dem Salzburger Hauptbahnhof verbinden.